# Sông Bé-i csata
A Sông Bé-i csata egy nagyobb katonai ütközet volt a Viet Kong és az Egyesült Államok, valamint Dél-Vietnám között, 1965 májusában. A csata öt napig tartott, a Viet Kong erők indította támadás sikertelen volt. Az amerikai csapatok sikeresen védték meg a várost, ám a Viet Kongnak sikerült idejében visszavonulni.

## Fordítás
- Ez a szócikk részben vagy egészben  a   Battle_of_Song_Be című angol Wikipédia-szócikk fordításán alapul.  Az eredeti cikk szerkesztőit annak laptörténete sorolja fel. Ez a jelzés csupán a megfogalmazás eredetét és a szerzői jogokat jelzi, nem szolgál a cikkben szereplő információk forrásmegjelöléseként.